# Zhou Yimiao
Dit is een Chinese naam; de familienaam is Zhou.
Zhou Yimiao (Hubei, 7 februari 1991) is een tennisspeelster uit China. Ze begon op negenjarige leeftijd met tennis. In 2007 won ze haar eerste ITF-toernooi, in Peking.
Via een wildcard werd Zhou uitgenodigd voor het dubbelspeltoernooi van de Australian Open in 2013. Ze bereikte er de tweede ronde.

## Posities op deWTA-ranglijst
Positie per einde seizoen:
| jaartal | ranking enkelspel | ranking dubbelspel |
| ------- | ----------------- | ------------------ |
| 2013    | 155               | 137                |
| 2012    | 199               | 381                |
| 2010    | 256               | 190                |
| 2009    | 266               | 395                |
| 2008    | 294               | 325                |
| 2007    | 489               | –                  |
| 2006    | 1099              | 619                |

## Prestatietabel grandslamtoernooien
| Legenda | Legenda                          |
| ------- | -------------------------------- |
| g.t.    | geen toernooi gehouden           |
| l.c.    | lagere categorie                 |
| –       | niet deelgenomen                 |
| G       | uitgeschakeld in de groepsfase   |
| 1R      | uitgeschakeld in de eerste ronde |
| 2R      | uitgeschakeld in de tweede ronde |
| 3R      | uitgeschakeld in de derde ronde  |
| 4R      | uitgeschakeld in de vierde ronde |
| KF      | uitgeschakeld in de kwartfinale  |
| HF      | uitgeschakeld in de halve finale |
| F       | de finale verloren               |
| W       | het toernooi gewonnen            |
| w-v     | winst/verlies-balans             |

### Vrouwendubbelspel
| Toernooi        | 2013 |
| --------------- | ---- |
| Australian Open | 2R   |
| Roland Garros   | –    |
| Wimbledon       | –    |
| US Open         | –    |